# Novitates Theriologicae
«Novitates Theriologicae» — бюлетень Українського теріологічного товариства НАН України (УТТ). Дослівно з латини назва перекладається як «Теріологічні новини». По суті видання є додатком до журналу Theriologia Ukrainica. Бюлетень присвячено діяльності УТТ та дослідженням диких ссавців України та суміжних регіонів Східної Європи. Всі випуски Бюлетеню є тематичними.

## З історії формування видання
Започаткований 2000 року як дайджест подій теріологічного життя в Україні та суміжних країнах, цей Бюлетень вже з 2001 року став тематичним виданням. 
У перший період свого існування Бюлетень був присвячений матеріалам поточних теріологічних шкіл (випуски 2-8). Прикладами є: випуск 3 "Кажани карпатського регіону — матеріали III Міжнародної конференції «Кажани Карпат» (2003), випуск 4 «Великі хижі ссавці України та прилеглих країн — матеріали 7 Теріологічної школи-семінару» (2001), випуск 5 «Ссавці відкритих просторів — матеріали 8 Теріологічної школи» (2005). 
Другий (поточний) період існування видання продовжено 2015 року у форматі тематичних випусків, не пов'язаних прямо з тематикою поточних теріошкіл. Перший з випусків (2015) містить матеріали з циклу "довоєнної теріології", які були накопичені в архівах Праць Теріологічної школи та створених при Лабораторії "Корсак" редколегій видань з матеріалами конференцій циклу "Динаміка біорізноманіття", "День зоологічного музею". Другий випуск нового періоду (видання 2017 року) присвячено методичним матеріалам всіх попередніх теріологічних шкіл (з 2 до 22, а надто 9-ї, що була в Природному заповіднику Розточчя), які планувалися до впорядкування у форматі окремої колективної монографії, проте так і не були видані. Історію обох цих випусків (2015 та 2017 рр.) викладено у передмовах до них, а видання упорядковано за сприяння ННПМ та видавничої агенції Комубук.

## Видання в новому форматі з 2015 року

Перша сторінка обкладинки випуску 9 Бюлетеню Novitates Theriologicae (2015)

Формування ідеї тематичних випусків відбулося паралельно з відходом від ідеї тематичних випусків Праць Теріологічної школи, які протягом 2012—2016 років поступово перейшли на журнальний формат.
В цей другий період існування видання, розпочатий 2015 року у форматі тематичних випусків, впорядковано і видано два випуски і готується третій:
- випуск 09 «Дослідження ссавців степових регіонів» (2015 рік),
- випуск 10 «Облік ссавців: збір та обробка даних» (2017 рік);
- випуск 11 «Хорологія ссавців та знахідки рідкісних видів» (2020 рік).

Редколегія випусків 2015—2020 років: З. Баркасі (заступник голови), В. Бондаренко, А. Волох, С. Гащак, І. Дикий, І. Євстаф'єв, І. Ємельянов, С. Жила, І. Загороднюк (голова, упорядник), О. Киселюк, М. Коробченко, І. Мерзлікін, Е. Різун, З. Селюніна, В. Тищенко, В. Токарський, П. Хоєцький.

## Видання в Інтернет-мережі

Вебсторінка ювілейного 10-го випуску Novitates Theriologicae (2017); верхня частина, до змісту.